# Tōkai (Ibaraki)
Tōkai (東海村?, Tōkai-mura) è un villaggio situato 130 km a nord est di Tōkyō. Fa parte del distretto di Naka, nella prefettura di Ibaraki, in Giappone. È divenuto famoso per il quarto più grave incidente della storia del nucleare (dopo quelli di Černobyl', Fukushima e Majak), avvenuto il 30 settembre 1999 nel suo territorio.
A tutto il settembre 2015, il villaggio aveva una popolazione stimata di 37 885 distribuiti su un'area di 37,98 km², per una densità abitanti e una densità abitativa di 997 ab./km².

## Geografia
Situata 130 chilometri a nord-est di Tokyo, Tōkai è affacciata a est sull'Oceano Pacifico.

## Storia
I villaggi di Muramatsu e Ishigami furono creati con l'istituzione del sistema comunale il 1º aprile 1889. Il 31 marzo 1955, dalla fusione dei due villaggi fu creato il villaggio di Tōkai. Nel 1956 fu inaugurato in paese l'Istituto giapponese di ricerca sull'energia atomica e poco dopo ebbe inizio la costruzione della centrale nucleare, che fu inaugurata nel 1966.

### L'incidente nucleare
Una prima esplosione in un impianto nucleare cittadino nel 1997 causò seri danni. Nel 1999 vi fu invece il disastro di Tokaimura nell'impianto dell'azienda JCO, quando un'emissione di raggi gamma provocò la morte di due operai dello stabilimento, gravissime lesioni ad un terzo operaio, l'evacuazione di quasi trecentomila persone nella zona circostante e danni enormi all'agricoltura e all'industria ittica locale.
Il sito della JCO fabbricava combustibile nucleare e non era un reattore. Proprio per questo pochissime misure di sicurezza o di evacuazione erano presenti all'epoca. Fece scalpore il fatto che il direttore dell'impianto, appena informato della presenza di un problema e della formazione di una massa critica, non sapesse di cosa si trattasse non avendo alcuna preparazione in materia.

## Educazione
Tōkai ha sei scuole elementari, due scuole medie e una scuola superiore. Vi sono inoltre strutture di ricerca distaccate dell'Università di Tokyo e dell'Università di laurea per gli studi avanzati.